# Advocat del diable
L'advocat del diable era una figura clau en els processos de canonització de l'església catòlica. Per analogia, en llenguatge col·loquial, és algú que defensa una postura contrària als interessos del grup a qui assessora a partir d'arguments lògics o amb proves, per tal de jutjar la fortalesa en la qualitat de l'argumentació original i identificar possibles febleses en la seva estructura lògica o formal.

## Origen

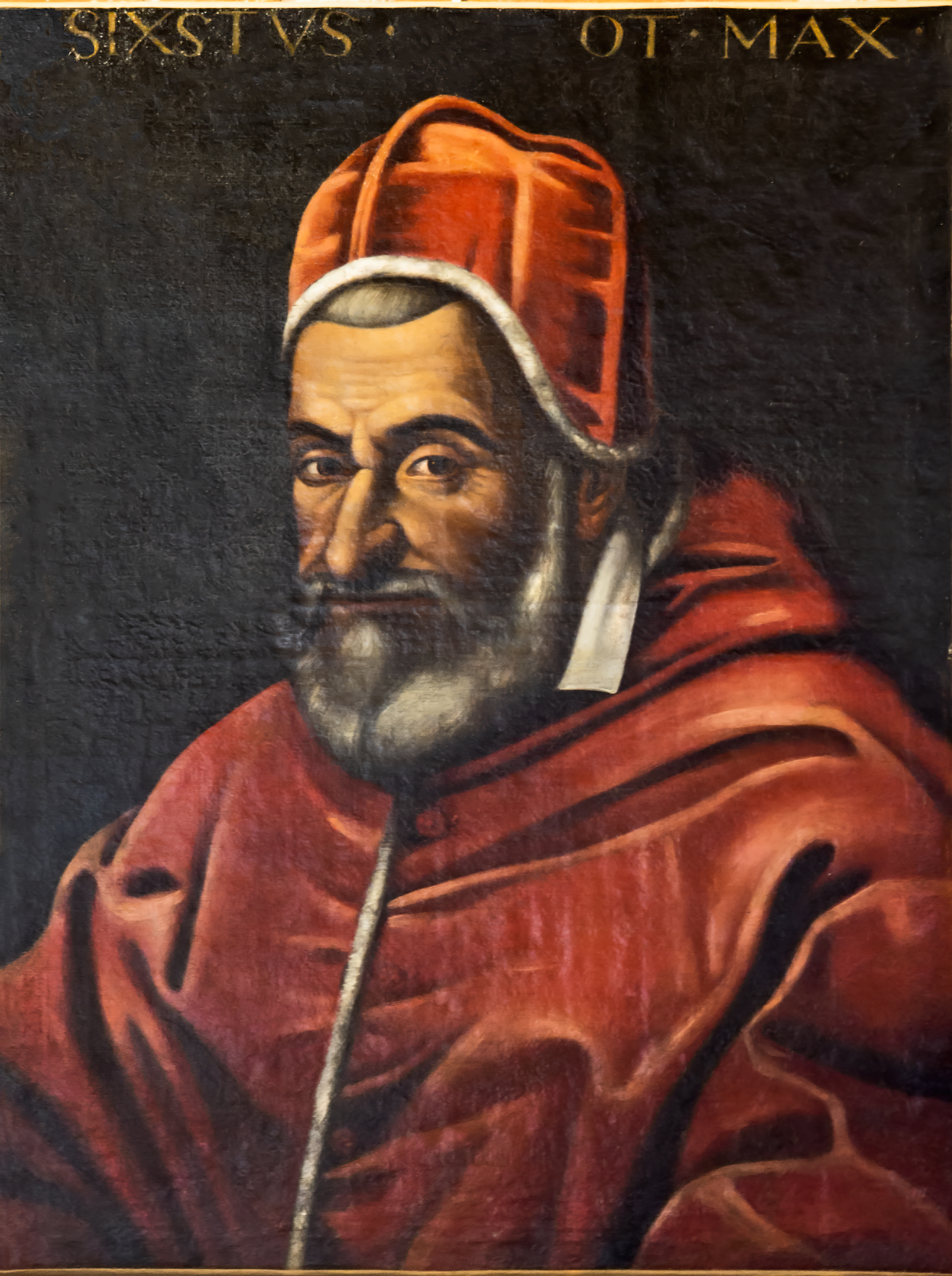
El Papa Sixt V, que instituí la figura del Promotor Fidei al.

Durant els antics processos de canonització, a l'Església Catòlica, el Promotor de la Fe (en llatí: Promotor Fidei), conegut popularment com l'Advocat del Diable (en llatí: advocatus diaboli), era el fiscal, generalment un clergue doctorat en Dret canònic i designat per les autoritats eclesiàstiques per argumentar contra la canonització del candidat. La seva tasca era adoptar una visió escèptica del caràcter del candidat a esdevenir sant, mirar amb lupa allò que es presentava com una evidència, argumentar que cada miracle atribuït al candidat era en realitat un frau, etc. Si bé aparentment semblava representar els contraris a l'elevació als altars del candidat, en realitat tenia la missió de defensar l'autenticitat de les virtuts d'aquell que es proposava com a model a imitar pel poble catòlic. L'Advocat del Diable s'enfrontava a l'Advocat de Déu (en llatí: Advocatus Dei; també conegut com el Promotor de la Causa), la tasca del qual era precisament argumentar a favor de la canonització.
Aquest ministeri fou establert el 1587 durant el papat de Sixt V, i reformat -de fet suprimit- pel Papa Joan Pau II el 1983. Actualment, aquesta feina la fa el Promotor de la Justícia (en llatí: promotor iustitiae), encarregat d'examinar el rigor de la investigació sobre la possible santedat del candidat. La tasca de l'Advocat del diable servia també per transmetre la idea que assolir la santedat no podia ser fàcil.
La reforma de 1983 va agilitzar el procés de canonització considerablement, facilitant a Joan Pau II la consecució d'un nombre de canonitzacions sense precedents: prop de 500 persones foren canonitzades i més de 1.300 beatificades durant el seu papat. Sense comparació amb les només 98 canonitzacions dels seus predecessors durant tot el segle xx. Aquest increment en el nombre de canonitzacions és un reflex tant de la tasca canonitzadora del Papa Joan Pau II com d'una simplificació del procés de canonització.
Tanmateix, en casos de controvèrsia, el Vaticà fins i tot pot sol·licitar informalment el testimoni de persones crítiques amb el candidat a la canonització. Al columnista nord-americà (nascut britànic) Christopher Hitchens li fou sol·licitat que testifiqués contra la beatificació de la Mare Teresa de Calcuta el 2002, un paper que ell mateix va descriure més tard amb humor com una feina semblant a "representar el Mal en persona, i per amor a l'art".